# Władysław Tatarkiewicz

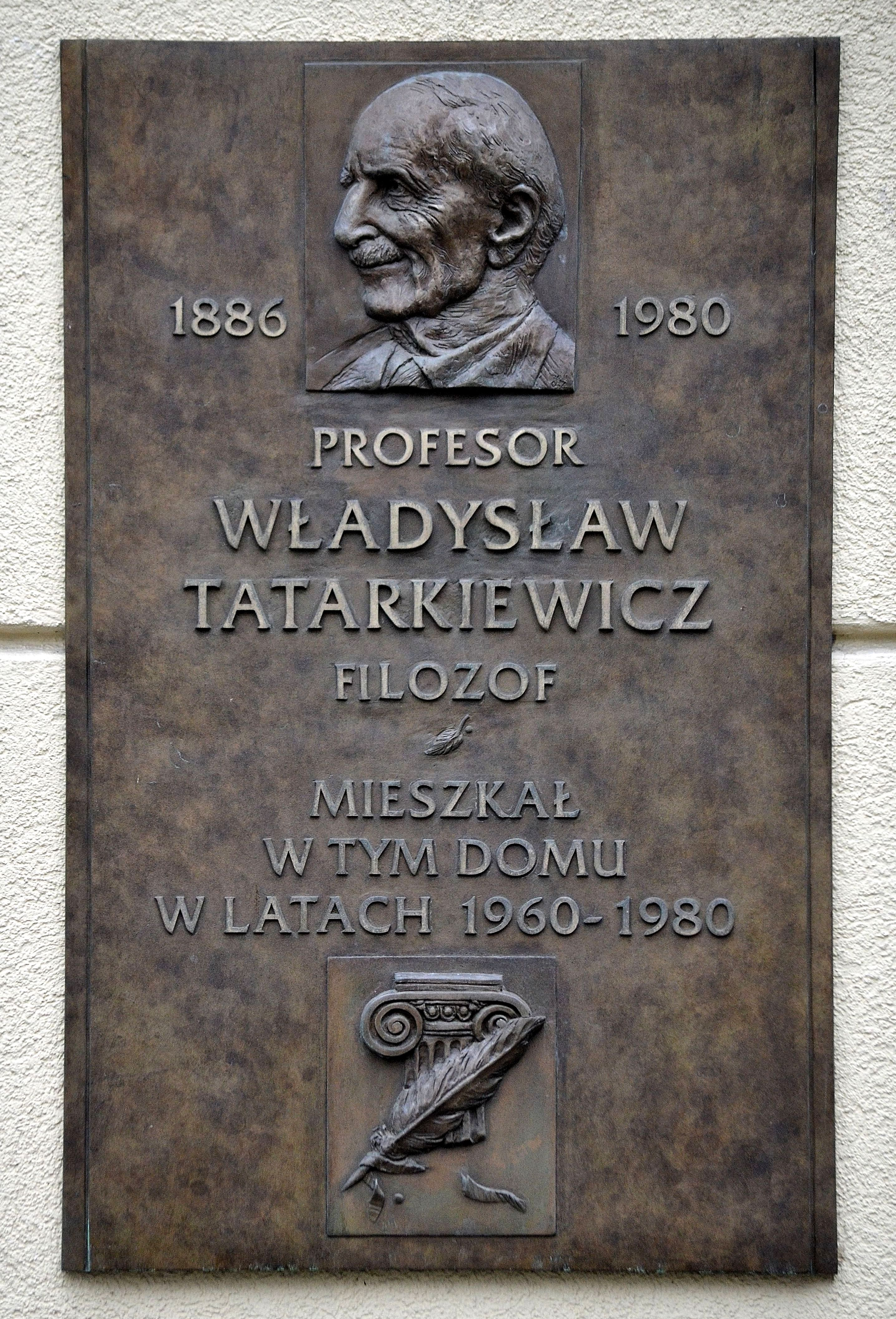
Die Gedenktafel für Władysław Tatarkiewicz am Gebäude in Warschau, in dem er 1960–1980 lebte

Władysław Tatarkiewicz (* 3. April 1886 in Warschau; † 4. April 1980 ebenda) war ein polnischer Philosoph und Ethiker der Lemberg-Warschau-Schule sowie Philosophie- und Kunsthistoriker. Er war Mitglied der Polska Akademia Umiejętności und der Polska Akademia Nauk.

## Leben
Tatarkiewicz  begann sein Studium an der Universität Warschau, die 1905 durch die russische Besatzung geschlossen wurde. Daher setzte er das Studium in Berlin und Marburg 1907 bis 1910 fort, später in Paris und Lemberg. Er las Philosophiegeschichte, Ästhetik und Ethik an den Universitäten Warschau, Wilno, Posen und Lausanne. Er war Chefredakteur von Przegląd Filozoficzny und Estetyka sowie Autor zahlreicher Sachbücher.

## Veröffentlichungen (Auswahl)
- Die Disposition der Aristotelischen Prinzipien, Verlag von Alfred Töpelmann, Gießen 1910 (Doktorarbeit).
- Historia filozofii, 3 Bände.
- Historia estetyki, 3 Bände.
- Dzieje sześciu pojęć
- O szczęściu. 1947
- O doskonałości
- Droga do filozofii
- Droga przez estetykę
- Dominik Merlini
- Łazienki warszawskie
- O sztuce polskiej XVII i XVIII wieku
- Parerga

Übersetzungen:
- Analysis of Happiness. Warschau 1976.
- Geschichte der Ästhetik
  - Die Ästhetik der Antike, Schwabe, Basel [u. a.] 1979
  - Die Ästhetik des Mittelalters, Schwabe, Basel [u. a.] 1980
  - Die Ästhetik der Neuzeit: von Petrarca bis Vico, Schwabe, Basel [u. a.] 1987
- Über das Glück. Klett-Cotta, Stuttgart 1984, ISBN 3-608-91412-9 (Originaltitel: O szczęściu, übersetzt von Zbigniew Wilkiewicz).
- Geschichte der sechs Begriffe : Kunst, Schönheit, Form, Kreativität, Mimesis, ästhetisches Erlebnis, Suhrkamp, Frankfurt am Main 2003.